# Eotyrannus
Eotyrannus lengi ("Leng's gryningstyrann") var en köttätande dinosaurie, tillhörande coelurosauria. Som namnet antyder var den en tidig tyrannosauroid, fast man känner till släkten som tros vara omkring 40 miljoner år äldre. Man har än så länge bara hittat ett enda fossil från Eotyrannus. Det hittades 1996 i Newport, Storbritannien. 

## Beskrivning
Eotyrannus hade drag av tidigare släktingar som exempelvis Dilong, men var större, ungefär 4 meter lång. Eotyrannus huvud hade likheter med tyrannosauridae, men den hade de tidiga tyrannosauroideas kännetecken, såsom välutvecklade framben med tre fingrar. Händerna är några av de proportionerligt längsta som är kända hos någon theropod.
Man beräknar att Eotyrannus levde under äldre krita för omkring 120 miljoner år sedan. Eotyrannus var med sin storlek troligen inte det dominerande rovdjuret i dåtida England utan levde förmodligen vid sidan om Baryonyx, vilket var ett av de största rovdjuren på den tiden. Eotyrannus var dock förmodligen en snabb och smidig jägare, som kanske jagade Iguanodon, Valdosaurus och Hyplisophodon.